# 2013 RH124
2013 RH124 est un objet transneptunien faisant partie des cubewanos.

## Caractéristiques
2013 RH124 mesure environ 240 km de diamètre.